# Canadair CL-28 Argus
Il CL-28 Argus, designazione assegnata dalla RCAF CP-107 Argus, è un aereo da pattugliamento marittimo progettato e costruito dall'azienda aeronautica canadese Canadair nei tardi anni cinquanta.
La sua architettura è la stessa del quadrimotore civile Bristol Britannia, la cui cellula fu appositamente modificata per sviluppare un nuovo pattugliatore marittimo dalla Royal Canadian Air Force (diventata successivamente Canadian Forces Air Command destinato a sostituire i vetusti Avro Lancaster e Lockheed P-2 Neptune.

## Storia del progetto
Il CL-28 Argus nacque in seguito ad una specifica emessa nei primi anni cinquanta dall'allora Royal Canadian Air Force, in quel periodo alla ricerca di un nuovo pattugliatore marittimo a lungo raggio, destinato a sostituire i vetusti Avro Lancaster e Lockheed P-2 Neptune tra le proprie file.
Il programma fu assegnato alla Canadair, la quale iniziò lo sviluppo del nuovo progetto nell'aprile del 1954, basandosi sulla collaudata architettura dell'aereo da trasporto civile quadrimotore ad elica Bristol Britannia.
Il disegno del nuovo velivolo canadese utilizzava l'ala, gli impennaggi e il carrello d'atterraggio del Britannia, uniti ad una nuova fusoliera non pressurizzata e a 4 motori a pistoni Wright R-3350 TC18EA1 turbo-compound.
A quell'epoca l'Argus era l'aereo più grande realizzato in Canada, oltre ad essere l'aereo antisommergibili più moderno del mondo.
Il prototipo effettuò il suo primo volo il 28 marzo 1957 e le consegne alla forza aerea iniziarono nel mese di maggio dello stesso anno.
Il pattugliatore della Canadair era equipaggiato con un moderno armamento antisommergibile e con le apparecchiature elettroniche di missione più avanzate di quel periodo, il tutto gestito da un equipaggio costituito da 6 uomini.
Ai primi 13 esemplari di serie (designati Argus Mk.1) seguirono altre 20 macchine, designate Argus Mk.2, dotate di apparecchiature ulteriormente migliorate.

## Impiego operativo
Il CL-28 Argus ha effettuato la sua ultima missione il 24 luglio 1981 ed è stato ritirato definitivamente dal servizio nel 1982, rimpiazzato dagli attuali CP-140 Aurora.

## Versioni
- Argus Mk.1: Variante costruita in 13 esemplari per il pattugliamento marittimo a lungo raggio. Era dotato di un radar statunitense APS-20 montato sotto il muso.
- Argus Mk.2: Versione realizzata in 20 unità per il pattugliamento marittimo a lungo raggio. Era equipaggiato con un radar britannico ASV-21.

## Esemplari attualmente esistenti

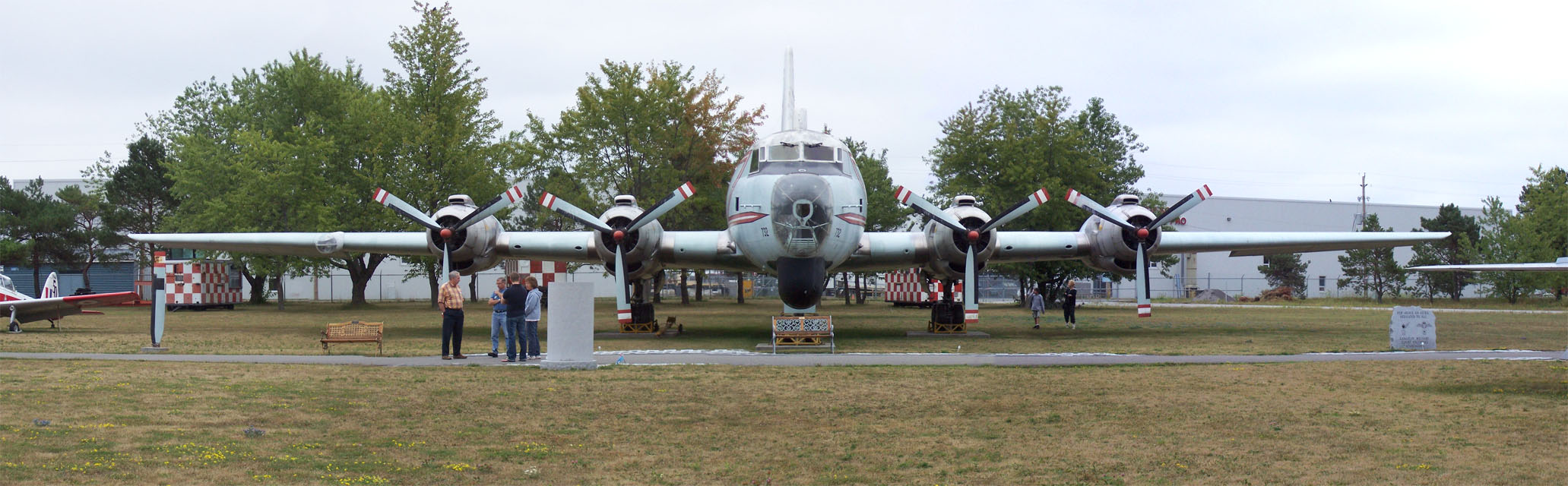
Un Argus fa bella mostra di sé al Canadian Air Force Museum

## Utilizzatori

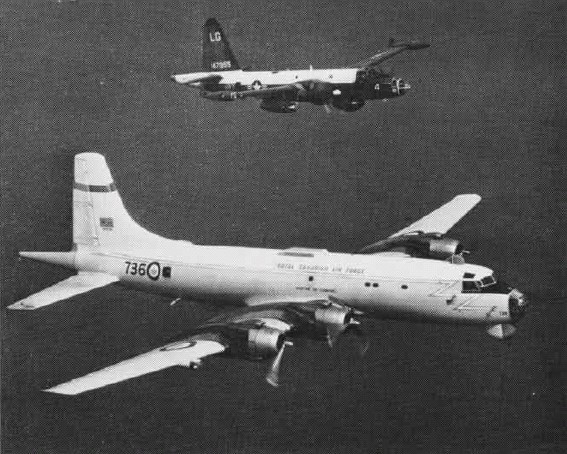
Un CL-28 Argus durante una missione in coppia con un Lockheed P-2 Neptune dell'United States Navy.

Canada
- Royal Canadian Air Force
  - No. 404 Squadron
  - No. 405 Squadron
  - No. 407 Squadron
  - No. 415 Squadron

 Canada
- Canadian Forces Air Command

## Velivoli comparabili
- Avro Shackleton